# 弗勒兰吉安
弗勒兰吉安（法語：Frelinghien，法語發音：[fʁəlɛ̃ɡjɛ̃]）是法國北部省的一個市鎮，屬於里尔区和里尔欧洲都会区。

## 地理
弗勒兰吉安（50°42'43"N, 2°56'2"E）面积11.27 平方千米，位于法国上法蘭西大區北部省，该省份为法国最北部的省份及最长的省份，西北濒北海，西接加来海峡省，南至埃纳省和索姆省，东与比利时接壤。
与弗勒兰吉安接壤的市镇（或旧市镇、城区）包括：韦尔兰盖姆、德莱蒙、乌普利讷、佩朗希、德勒河畔凯努瓦。
弗勒兰吉安的时区为UTC+01:00、UTC+02:00（夏令时）。

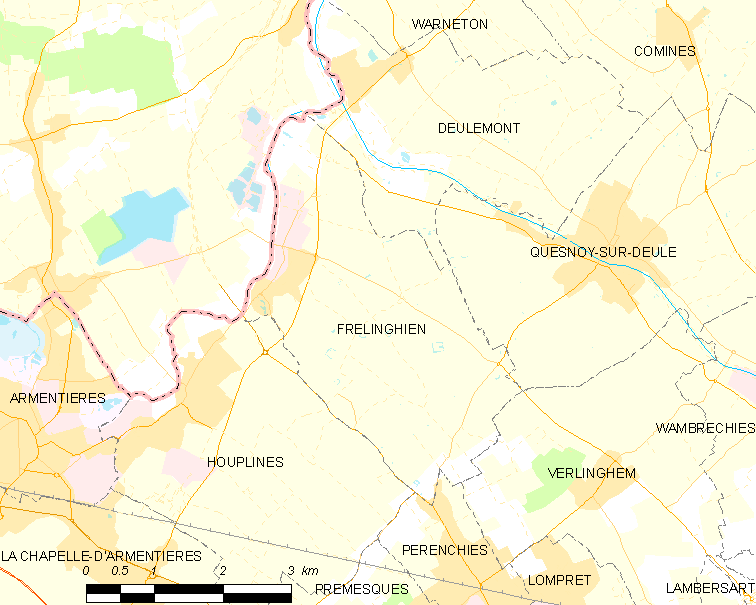
弗勒兰吉安的OSM定位图

## 行政
弗勒兰吉安的邮政编码为59236，INSEE市镇编码为59252。

## 政治
弗勒兰吉安所属的省级选区为阿尔芒蒂耶尔县。

## 人口

1962-2008年间弗勒兰吉安人口变化图示

弗勒兰吉安于2022年1月1日时的人口数量为2617人。